# Delias eucharis
Delias eucharis (лат.) — дневная бабочка из семейства белянок. Один из наиболее распространенных видов рода Delias. 
Размах крыльев 65—85 мм. Обитает во многих районах Южной и Юго-Восточной Азии, особенно часто встречается в незасушливых районах Индии, на Шри-Ланке, Мьянме и в Таиланде. Гусеницы питаются на растениях рода ремнецветник (Loranthus).

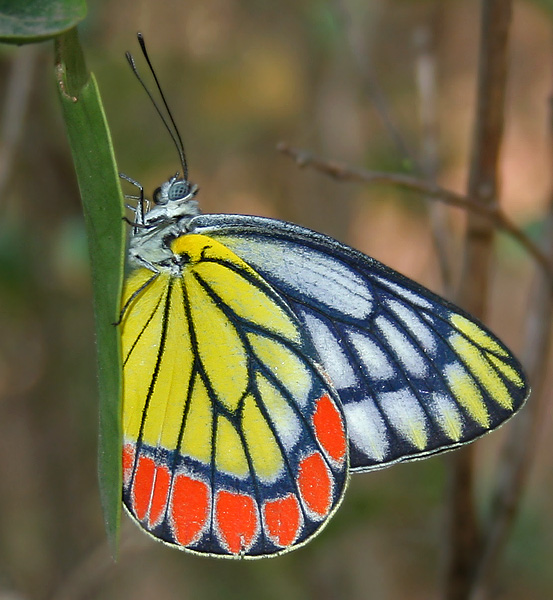
Имаго
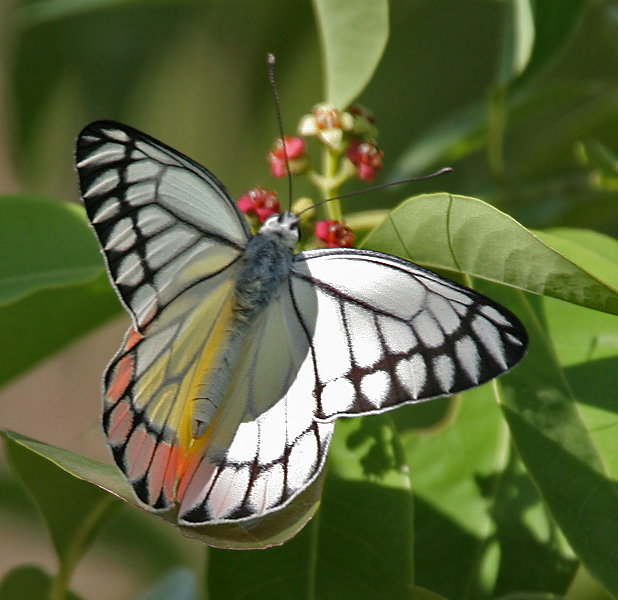
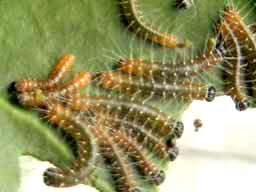
Гусеницы
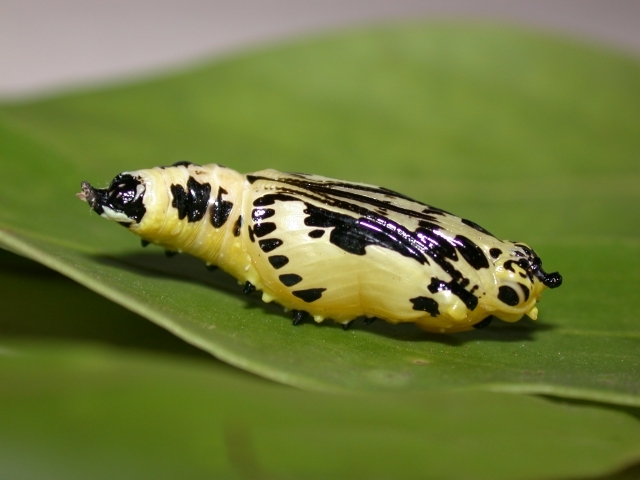
Куколка